# Hemidactylus pumilio
Espèce
Synonymes
- Hemidactylus pumilus Boulenger, 1899

Statut de conservation UICN

 LC  : Préoccupation mineure
Hemidactylus pumilio est une espèce de geckos de la famille des Gekkonidae.

## Répartition
Cette espèce est endémique de Socotra au Yémen.

## Publications originales
- Boulenger, 1899  : Descriptions of the new species of reptiles. Bulletin of the Liverpool Museum, vol. 2, n. 1, p. 4-7 (texte intégral).
- Boulenger, 1899 : Reptilia and Batrachia. Zoological Record, vol. 36, p. 1-31.